# TRL Awards 2007
Gli MTV TRL Awards 2007 sono stati trasmessi, in diretta televisiva su MTV, il 14 aprile 2007 da Piazza del Duomo a Milano dalle ore 21:00. La serata è stata introdotta da un countdown di mezz'ora, per invitare il pubblico a votare l'ultima categoria.
Le votazioni sono state aperte alle ore 16:00 del 26 marzo 2007 e chiuse il 13 aprile 2007 alla stessa ora. Questa è stata la seconda edizione dei TRL Awards italiani ed è stata condotta dal volto maschile della rete Alessandro Cattelan, senza nessuna presenza femminile ad affiancarlo.
Per questa edizione sono state eliminate alcune categorie, introdotte con la prima edizione: il Best Verrei ma non posso, il Best TRL City ed il Miglior momento divertente. Sono state però introdotte due nuove categorie, quelle del Best Movie e del Best Live Moment; mentre al Best Band è stato assegnato il compito di sostituire il Best Group. Una inedita categoria è inoltre il Best TRL History, il quale vincitore però viene scelto dalla redazione.
Durante una pausa pubblicitaria (quindi non visibile ai telespettatori), è stato consegnato un premio speciale al sindaco della città di Milano, come ringraziamento dal programma per aver ospitato l'evento.
Il palco rispetto al 2006 è stato modificato notevolmente: la classica fossa degli screamers è rimasta ma la Tower introdotta proprio nell'edizione precedente non è sopravvissuta ed è stata rimpiazzata dalla Arena per non stare in piedi ma seduti e per incontrare le star ancora più da vicino. Inoltre la base non più esagonale, ma triangolare e i colori totalmente diversi, dal verde al rosso e dal nero all'argento.
Da quest'anno, fino al 2009, il premio che viene ritirato dal vincitore consiste in una specie di globo di neve con all'interno il logo della trasmissione.

## Sigla
La sigla introduttiva e tutti i bumper pubblicitari sono accompagnati dal singolo Starz in Their Eyes del cantante inglese Just Jack. La sigla di apertura, con le note di Golden Skans dei Klaxons, vede Alessandro Cattelan in giro per la città di Milano che si affretta a giungere in Piazza del Duomo, luogo dove si svolgerà la cerimonia dell'evento.

## Performance

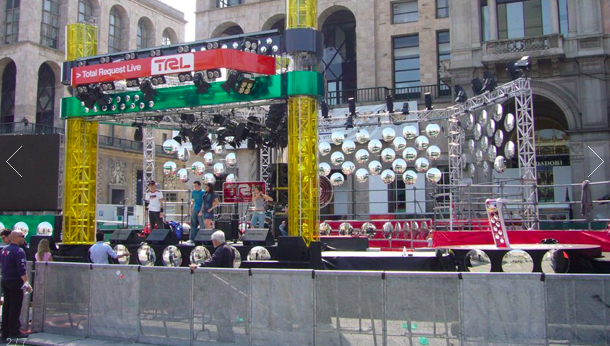
Il palco allestito in Piazza del Duomo a Milano per la seconda edizione dei TRL Awards.

- Finley - Fumo e cenere / Tutto è possibile / Diventerai una star / Niente da perdere
- The New Story - More Than Life
- Simone Cristicchi - Ti regalerò una rosa
- Zero Assoluto - Appena prima di partire
- Melanie C. - I Want Candy
- Gemelli Diversi - Bboy-Bband / Ancora un po'
- Biagio Antonacci - Lascia stare
- Mondo Marcio - Generazione X
- Nesli - Nesli Park
- Inoki - Sentimento reciproco
- J-Ax - Acqua nella squola / S.N.O.B. / Ti amo o ti ammazzo
- Nek - Notte di febbraio

## Altri interventi
- Francesco Mandelli
- Pali e Dispari
- Eros Galbiati
- Sarah Maestri
- Michelangelo Tommaso

## Awards
I vincitori della categoria sono evidenziati in grassetto.

### First Lady
- Christina Aguilera
- Hilary Duff
- Nelly Furtado
- Laura Pausini
- Shakira

### Man of the Year
- Tiziano Ferro
- Duncan James
- Jesse McCartney
- Justin Timberlake
- Simon Webbe

### Best Band
- Evanescence
- Good Charlotte
- My Chemical Romance
- Red Hot Chili Peppers
- Take That

### Best New Artist
- Thirty Seconds to Mars
- Fabri Fibra
- Mondo Marcio
- The Kooks
- The New Story

### Best Lacrima Awards
- Finley
- Good Charlotte
- Duncan James
- Jesse McCartney
- My Chemical Romance

### Best Riempi Piazza
- Finley
- Hilary Duff
- Tiziano Ferro
- Riccardo Scamarcio
- Tom Cruise

### Italians do it better
- Tiziano Ferro
- Finley
- J-Ax
- Laura Pausini
- Zero Assoluto

### Best Movie
- Ho voglia di te
- Manuale d'amore 2 - Capitoli successivi
- Natale a New York
- Notte prima degli esami - Oggi
- Step Up

### Best Live Moment
- Good Charlotte - I just Wanna Live (Milano)
- Tiziano Ferro - Stop! Dimentica (Bari)
- Finley vs Mondo Marcio - Dentro la scatola (Rimini)
- Zero Assoluto - Sei parte di me (Siracusa)
- Muse - Supermassive Black Hole (Padova)

### Best Number One of the Year
Votabile esclusivamente tramite SMS.
- Finley - Diventerai una star
- Jesse McCartney - Just so you know
- Shakira feat. Wyclef Jean - Hips don't lie
- Take That - Shine
- Zero Assoluto - Svegliarsi la mattina

### Altri premi

#### TRL History
- Nek